# Qatargate
Într-un scandal politic în desfășurare, numit Qatargate sau Marocgate, politicieni, membri ai personalului politic, lobbyiști, funcționari publici și familiile acestora ar fi fost implicați în corupție, spălare de bani și crimă organizată care implică statele Maroc și Qatar pentru influență în Parlamentul European. Qatar neagă acuzațiile. Autoritățile de aplicare a legii din Belgia, Italia și Grecia au confiscat 1,5 milioane de euro în numerar, au confiscat computere și telefoane mobile și au acuzat mai multe persoane pentru presupusele infracțiuni: Eva Kaili, Antonio Panzeri, Francesco Giorgi și Luca Visentini.
La 9 decembrie 2022, Kaili a fost arestată de Poliția Federală Belgiană în urma unei investigații privind crima organizată, corupția și spălarea banilor legate de eforturile de lobby în sprijinul Qatarului. O valiză cu numerar a fost găsită când a fost arestat tatăl lui Kaili, iar de acasă de la ea s-au ridicat saci cu bani. În aceeași zi, Kaili a fost suspendată atât din Grupul Socialiștilor, cât și din Grupul Democrat, cu care face parte în Parlamentul European, și din partidul său național PASOK. În cadrul anchetei, poliția belgiană a percheziționat 16 case și a reținut cel puțin alte patru persoane, inclusiv pe fostul europarlamentar Antonio Panzeri, partenerul lui Kaili, precum și pe asistentul parlamentar al europarlamentarului Marie Arena, Francesco Giorgi. Tatăl lui Kaili a plecat după ce a fost avertizat că e considerat complice și a fost arestat în timp ce se afla într-un tren, având asupra lui o sumă mare în numerar. În timpul raidurilor, anchetatorii au recuperat peste 600.000 de euro în numerar.
La 12 decembrie 2022, Autoritatea greacă pentru combaterea spălării banilor a anunțat că a înghețat toate bunurile lui Kaili și ale membrilor apropiați ai familiei ei. Acestea includ toate conturile bancare, seifurile, companiile și alte active financiare. Un interes deosebit pentru autorități, potrivit șefului Autorității pentru combaterea spălării banilor, este o companie imobiliară nou înființată în districtul Kolonaki din Atena.
Momentul arestărilor a coincis cu găzduirea Cupei Mondiale FIFA 2022 în Qatar. La acea vreme, au existat critici semnificative din Occident la adresa gazdelor, dar în timpul unui discurs la Parlamentul European, Kaili a lăudat palmaresul țării în domeniul drepturilor omului și a criticat acuzațiile de corupție făcute împotriva Qatarului.